# Goffredo Alessandrini
Goffredo Alessandrini (Kairó, 1904. szeptember 9. – Róma, 1978. május 16.) olasz filmrendező és forgatókönyvíró.

## Életpályája
Tanulmányai befejezése után Rómában Alessandro Blasetti asszisztense lett, de forgatott az amerikai Metro-Goldwyn-Mayer filmgyárnak is. 1929-ben dokumentumfilmesként jutott először önálló feladathoz (A mahmodi gát). Pályája egyenes vonalban ívelt felfelé és az 1930-as évek derekán már a fasiszta korszak vezéralakja lett. Az 1950-es években átmenetileg visszaköltözött Kairóba.
Kedvelte a történelmi környezetet, s ennek megfelelően dekoratív hatásokra törekedett (Caravaggio, (1941) Vérnász (1941)). Forgatott kimondottan propagandafilmeket is (Isten veled, Kyra! (1942)). Vittorio Mussolinivel – a fasiszta diktátor művészi babérokra pályázó fiával – közösen készítette el a Luciano Serra pilóta (1938) című filmet.

## Magánélete
Felesége Anna Magnani (1908–1973) olasz színésznő volt 1935–1950 között.

## Filmrendezései
- A mahmodi gát (1929)
- A magántitkárnő (1931) (forgatókönyvíró is)
- A második B (1934) (forgatókönyvíró is)
- Egy asszony két világ között (1936)
- Lovasság (1936)
- Luciano Serra pilóta (1938)
- Az özvegy (1939) (forgatókönyvíró is)
- Az üveghíd (1940)
- Caravaggio (1941) (forgatókönyvíró is)
- Vérnász (1941) (forgatókönyvíró is)
- Mi élünk (1942) (forgatókönyvíró is)
- Isten veled, Kyra! (1942) (forgatókönyvíró is)
- Ki látta? (1945)
- Levelek az alhadnagyhoz (1945) (forgatókönyvíró is)
- A düh (1947) (forgatókönyvíró is)
- A bolygó zsidó (1948) (forgatókönyvíró is)
- Véres káromkodások (1950) (színész is)
- Vörösingesek - Anita Garibaldi (1952)
- Ismael, a hódító (1959)
- Káin és Ábel (1963)

## Díjai
- Velencei Nemzetközi Filmfesztivál speciális díja (1934) A második B
- Velencei Nemzetközi Filmfesztivál Mussolini Kupa (1938, 1939)
- Velencei Nemzetközi Filmfesztivál biennálé díja (1942) Isten veled, Kyra!